# تریاثلون پلاس
تریاثلون پلاس (به انگلیسی: Triathlon Plus) یک ماهنامه ورزشی می‌باشد که توسط فیوچر پی‌ال‌سی در بریتانیا چاپ می‌شود. این مجله که از مه ۲۰۰۹ شروع به فعالیت کرده‌است، شامل اخبار، خصوصیت‌ها، راهنمایی‌های مربی، و راهنمای خریداران می‌باشد. بر اساس وب‌گاه، از مارس ۲۰۱۰، الیزابت هافتون سردبیر تریاثلون پلاس بوده اما گاردین از مت برت، سردبیر سابق ماونتین بایکینگ یوکی و سایکلینگ پلاس، به عنوان سردبیر این مجله نام برده است.